# Рекс (порода кролів)
Рекс — порода кролів, у яких хутро з особливою плюшевою текстурою, що нагадує оксамит. Воно вдвічі коротше, ніж у звичайних кроликів, при цьому довжина пухових і остьових волосків практично однакова, через що хутро виглядає більш густим і немов ідеально підстриженим. Крім того, шерстинки мають особливу структуру, хутро дуже м'яке, поверхня оксамитна й блискуча.

## Біологічні характеристики
Кролі середньої статури з міцним округленим тулубом завдовжки від 40 до 54 см, вагою від 3 до 4,5 кг, сильними ногами, із плоскою подовженою головою невеликих розмірів і прямостійними вухами середньої довжини. У Великій Британії розводять більш дрібних кролів вагою 3—3,5 кг, а в США стандарт породи припускає вагу від 3,5 до 4,5 кг. Кістки кролів породи Рекс тонкі і вузькі, до того ж — тендітні. Плодючістю рекси не відрізняються: в одному приплоді 6 — 8 кроленят. Здорова самка має в рік 4 — 5 окролів.
Рекси непогано пристосовані до холоду і при гарному догляді спокійно переносять температуру до -30 °C. А ось перегріватися їм не можна: температура понад +30 °C для них вже болісна.

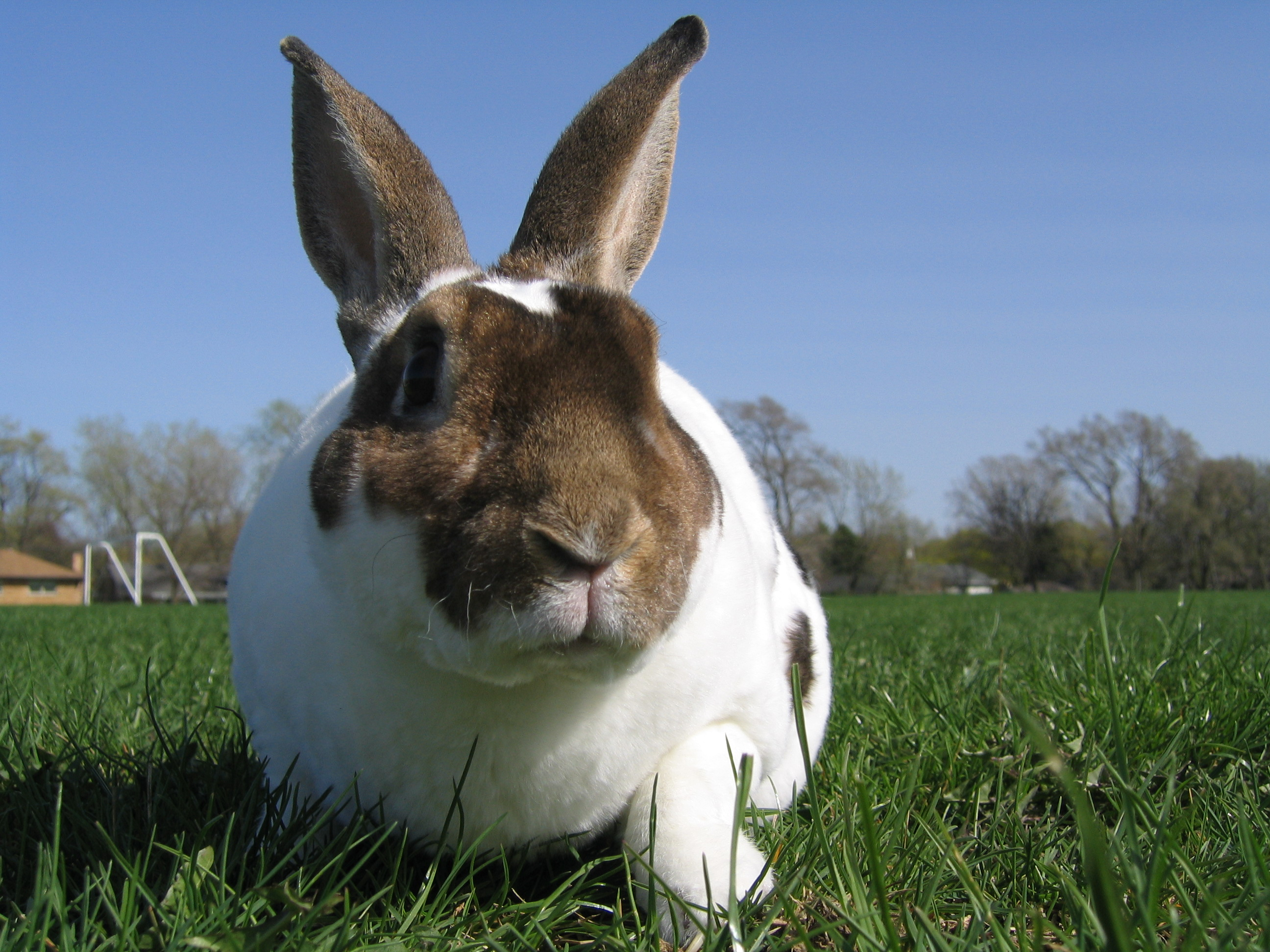
Кріль породи рекс

## Хутро
Хутро в кролів рекс коротке, у середньому приблизно 1,25 см, при цьому дуже густе і м'яке, шовковисте, з відмінним блиском і щільною плюшевою текстурою. І остьові, і пухові волоски мають приблизно однакову довжину і значно коротші, ніж у кроликів інших порід: остьовий і спрямовує — від 1,8 до 2 см, пуховий — близько 1,7 см. Крім того, остьові волоски ще й значно тонше, ніж зазвичай. Відсутність ярусності, великий кут між волосом і шкірою роблять хутро рекса схожим на ніжний, сріблястий оксамит або велюр. Вуса в кроликів рекс короткі, можуть виглядати слабкими, мовби недорозвиненими, і викривлятися по всій довжині.